# Brières-les-Scellés
Brières-les-Scellés  [bʁiɛʁǝ lɛ sele] je obec v jihozápadní části metropolitní oblasti Paříže ve Francii v departmentu Essonne a regionu Île-de-France. Od centra Paříže je vzdálena 47 km.

## Geografie
Sousední obce: Villeconin, Étréchy, Morigny-Champigny, Boissy-le-Sec a Étampes.

## Vývoj počtu obyvatel
Počet obyvatel

## Památky
- kostel Saint-Quentin de Brières-les-Scellés, z 11. století